# 七姓十家
七姓十家，为唐朝「山东氏族」的几個世家士族，由北魏的四姓、五姓发展而来。

## 概述
七姓十家分別是陇西李氏李宝的六子，太原王氏王琼的四子，荥阳郑氏郑温的三子，范阳卢氏卢度世的四子、卢辅的六子、卢溥不知几子，清河崔氏崔宗伯的二子、崔元孙的二子，博陵崔氏崔懿的八子，赵郡李氏李楷的四子，共士望四十四人。
高宗时宰相李义府门第寒微，曾和山东士族攀婚，被拒绝，因此怀恨在心，上告高宗，怂恿高宗下诏，禁止七姓十家自以为婚姻。为巩固关陇统治集团，唐高宗下令，此七姓十家“不得自为昏（婚）”，但这实际上没有达到效果，“男女皆潜相聘娶，天子不能禁”。后来武则天又利用科举扶植山东士族势力而抑制关陇集团。

## 四十四子

### 陇西李氏李宝之六子
- 李承
- 李茂
- 李辅
- 李佐
- 李公业
- 李冲

### 太原王氏王琼之四子
- 王遵业
- 王广业
- 王延业
- 王季和

### 荥阳郑氏郑温之三子
- 郑晔
- 郑恬
- 郑简

### 范阳卢氏卢度世之四子
- 卢渊
- 卢敏
- 卢昶
- 卢尚之

### 范阳卢氏卢辅之六子
- 卢静
- 卢琇
- 卢璧
- 卢同

### 范阳卢氏卢溥诸子
- 卢焕

### 清河崔氏崔宗伯之二子
- 崔休
- 崔夤

### 清河崔氏崔元孙之二子
- 崔亮
- 崔敬默

### 博陵崔氏崔懿之八子
- 崔连
- 崔琨
- 崔格
- 崔邈
- 崔殊
- 崔怡
- 崔豹
- 崔侃

### 赵郡李氏李楷之四子
- 李晃
- 李䒩
- 李劲
- 李叡